# Bodhi Linux
Bodhi Linux – lekka dystrybucja Linuxa oparta na Ubuntu. Domyślnym menedżerem okien jest Moksha (autorski fork Enlightenment), standardowo zainstalowane aplikacje to: Epiphany (Gnome Web), Leafpad i Synaptic. Projekt Bodhi oferuje modularność i wysoki poziom dostosowania tematów pulpitu, oprogramowanie do zmian jest dostępne za pośrednictwem Bodhi Linux AppCenter.

## Wymagania sprzętowe[3]
- procesor 300 MHz
- 128 MB pamięci RAM
- 1,5 GB na HDD